# Elaeocarpus linnaei
Elaeocarpus linnaei är en tvåhjärtbladig växtart som beskrevs av M.J.E. Coode. Elaeocarpus linnaei ingår i släktet Elaeocarpus och familjen Elaeocarpaceae. Inga underarter finns listade i Catalogue of Life.